# Listă de filme produse într-o perioadă mare de timp
Aceasta este o listă de filme produse într-o perioadă mare de timp (peste 3 ani). În listă apar doar filme de sine-stătătoare și nu serii de filme ca  Harry Potter, Planeta maimuțelor sau James Bond.

## Listă
| Film                                                 | Anul lansării | Numărul de ani | Note |
| ---------------------------------------------------- | ------------- | -------------- | --- |
| The Other Side of the Wind                           | 2018          | 48             | Producția a început în 1970, a fost lansat în noiembrie 2018. |
| The Overcoat                                         | TBD           | 41             | Adaptare a unei povestiri a lui Nikolai Gogol, în regia lui Yuri Norstein. |
| BalikBayan #1: Memories of Overdevelopment, Redux VI | 2017          | 38             | Kidlat Tahimik a îceput filmările în 1979, filmul fiind lansat neterminat în 2010, 2015 (Redux III) și 2017; producția de film este încă în desfășurare . |
| Man in the Mirror                                    | 2008          | 38             | Producția a început în 1970, a fost lansat în 2008. |
| Mad God                                              | 2021          | 30             | Un film de animație stop-motion de Phil Tippett, producția a fost suspendată timp de 20 de ani înainte de a fi reluată în 2013. |
| The Thief and the Cobbler                            | 1993          | 29             | Producția a început în 1964, a fost lansat în 1993. |
| Space Battleship Yamato: Resurrection                | 2009          | 25             | Anunțat pentru prima dată în 1984 pentru o lansare din 1987. După ce a trecut prin mai multe revizuiri diferite, producția a făcut câțiva pași în 1993, dar a fost pusă în așteptare. „Resurrection” a fost lansat în sfârșit în 2009. A fost intenționat să fie începutul unei noi serii de filme, care a fost întreruptă din cauza morții lui Yoshinobu Nishizaki în 2010. |
| Horizon Blue                                         | 2019          | 24             | Hiroshi Harada a început producția filmului în 1995 și a terminat producția în 2019. A avut premiera mondială la Kanazawa Film Fest pe 23 septembrie 2019. |
| Tragedia omului (Az ember tragédiája)                | 2011          | 23             | Producția maghiară a început în 1988 dar a fost întreruptă din cauza căderii comunismului și efectele asupra cinematografiei maghiare. |
| Los resucitados                                      | 2017          | 23             | Filmările au început în 1994 atât pe video, cât și pe 8 mm. Prima versiune brută a fost montată în 1997, dar s-a pierdut la scurt timp după aceea. Ulterior a fost redescoperită, incompletă, cu porțiuni fără sunet. Versiunea finală a regizorului cu o dublare complet nouă a fost lansată la câteva festivaluri de film (inclusiv Sitges Film Festival) în 2017.         |
| Dangerous Men                                        | 2005          | 21             | Filmul a fost în producție din 1984 până în 2005, în ciuda proiecției unei versiuni scurtate finite în 1985 |
| Twenty Years Later                                   | 1984          | 20             | Producția a început în 1964, a fost lansat în 1984. |
| Coffee and Cigarettes                                | 2003          | 18             | Primul segment a fost filmat în 1986, ultimul fragment, al șaselea, în 2003. |
| Lake of Fire                                         | 2006          | 16             | Film documentar. |
| Pakeezah                                             | 1972          | 14             | Filmările au început în 1958 și au continuat până în 1964 când actrița principală Meena Kumari s-a despărțit de regizorul Kamal Amrohi. Peste cinci ani actorii Nargis și Sunil Dutt au convins-o pe Kumari să participe la finalizarea filmului (1969-'72). |
| Mughal-e-Azam                                        | 1960          | 14             | Filmările au început în 1946, a fost lansat în 1960, între timp mai mulți membri ai echipei de producție au fost schimbați. Filmările au fost întrerupte și de Împărțirea Indiei |

- E greu să fii zeu (2013), 7 ani